# Neporadza (Trenčín)
Neporadza (em húngaro: Neporác) é um município da Eslováquia, situado no distrito de Trenčín, na região de Trenčín. Tem 14,21 km² de área e sua população em 2018 foi estimada em 811 habitantes.

## Demografia
| Ano:        | 1994 | 2004   | 2014   | 2024   |
| ----------- | ---- | ------ | ------ | ------ |
| Broj ljudi: | 835  | 773    | 797    | 802    |
| Razlika:    |      | -7,42% | +3,10% | +0,62% |

| Ano:               | 2023 | 2024   |
| ------------------ | ---- | ------ |
| Número de pessoas: | 794  | 802    |
| Diferença:         |      | +1,00% |